# Patricia Llaneza Vega
Patricia Llaneza Vega, nació el 28 de octubre de 1979. Es una Maestra Internacional Femenina (WIM) y árbitro de ajedrez española.

## Resultados destacados en competición
Fue una vez campeona de España, en el año 2006 en Salou, Tarragona y resultó subcampeona en cuatro ocasiones, en los años 2001 y 2003.
Participó representando a España en las Olimpíadas de ajedrez en cinco ocasiones, en los años 2002, 2004, 2006, 2008 y 2010, en el año 2004 con España B y en el año 2002 en Bled, alcanzando la medalla de bronce individual en el tercer tablero, y en el Campeonato de Europa de ajedrez por equipos en cuatro ocasiones, en los años 2003, 2005, 2007 y 2009.